# Dobricea
Dobricea – wieś w Rumunii, w okręgu Vâlcea, w gminie Grădiștea. W 2011 roku liczyła 471 mieszkańców.